# Open di Francia 2019 - Doppio maschile in carrozzina
Stéphane Houdet e Nicolas Peifer erano i campioni in carica, ma sono stati sconfitti in finale da Gustavo Fernández e Shingo Kunieda con il punteggio di 2-6, 6-2, [10-8].

## Teste di serie
1.    Stéphane Houdet /  Nicolas Peifer (finale)
  2.    Alfie Hewett /  Gordon Reid (semifinale)

## Tabellone

### Legenda
| - Q = Qualificato - WC = Wild card - LL = Lucky loser | - ALT = Alternate - SE = Special Exempt - PR = Protected Ranking | - w/o = Walkover - r = Ritirato - d = Squalificato |

|  | Semifinali | Semifinali                       | Semifinali                       | Semifinali | Semifinali |  |  | Finale | Finale                           | Finale | Finale | Finale |  |
|  |            |                                  |                                  |            |            |  |  |        |                                  |        |        |        |  |
|  | 1          | Stéphane Houdet Nicolas Peifer   | Stéphane Houdet Nicolas Peifer   | 6          | 6          |  |  |        |                                  |        |        |        |  |
|  |            | Joachim Gérard Stefan Olsson     | Joachim Gérard Stefan Olsson     | 2          | 2          |  |  | 1      | Stéphane Houdet Nicolas Peifer   | 6      | 2      | [8]    |  |
|  |            | Gustavo Fernández Shingo Kunieda | Gustavo Fernández Shingo Kunieda | 6          | 7          |  |  |        | Gustavo Fernández Shingo Kunieda | 2      | 6      | [10]   |  |
|  | 2          | Alfie Hewett Gordon Reid         | Alfie Hewett Gordon Reid         | 2          | 5          |  |  |        |                                  |        |        |        |  |